# Helena Béjar
Helena Béjar Merino (27 de enero de 1956-19 de agosto de 2023) fue una socióloga española, profesora en la Universidad Complutense de Madrid.

## Biografía
Socióloga, fue catedrática en la Universidad Complutense de Madrid. Fue autora de obras como El ámbito íntimo: Privacidad, individualismo y modernidad (Alianza, 1988), La cultura del yo: Pasiones colectivas y afectos propios en la teoría social (Alianza, 1993), El mal samaritano: el altruismo en tiempos del escepticismo (Anagrama, 2002), Identidades inciertas: Zygmunt Bauman (Herder, 2007), sobre el sociólogo y filósofo polaco Zygmunt Bauman, y La dejación de España. Nacionalismo, desencanto y pertenencia (Katz Editores, 2008), entre otras.